# 無施肥無農薬栽培調査研究会
無施肥無農薬栽培調査研究会(むせひむのうやくさいばいちょうさけんきゅうかい)とは、京都市左京区を拠点とする無施肥無農薬栽培について調査・研究を行なう特定非営利活動法人である（略称：NPO無肥研）。
2000年7月 近畿大学名誉教授である竹内史郎を理事長として、京都府よりNPO法人として認証された。

## 主要活動
- 無施肥無農薬栽培の調査・研究
- 無施肥無農薬栽培生産物の認証

毎年、物産展による成果展示を行う他、近畿大学農学部の協力のもと研究調査の発表を行っている。